# Versterving (ontzegging)
Versterving is een traditionele term, vooral op het gebied van christelijke theologie. De katholieke en calvinistische theologie hebben een andere kijk op het concept.
- In de katholieke theologie wordt het gedefinieerd als "de opzettelijke beteugeling van natuurlijke neigingen". Dit dient "om ze steeds meer te onderwerpen aan de heiligmaking door gehoorzaamheid aan de rede, verlicht door geloof."[1] Dit uit zich dan in concrete handelingen als het doen van een bedevaart, het vasten of het zich onthouden van vlees, alcohol of andere genoegens.
- Volgens de calvinistische theologie moet de versterving worden gezien als de subjectieve ervaring van de heiligmaking.[2]

Het woord versterving verwijst in beide tradities naar het afsterven van de zondige neigingen in de mens. Het katholicisme legt meer de nadruk op de medewerking van de mens daaraan, terwijl het calvinisme het proces volledig als een handeling van God beschouwt.
De standaardpassage in de bijbel die met versterving in verband wordt gebracht is uit de brief van de apostel Paulus aan de Romeinen, hoofdstuk 8, vers 13: 
Als u naar het vlees leeft, moet u sterven; maar als u door de Geest de werken van het lichaam doodt (versterft), zult u leven.
Volgens het christelijk geloof leidt de zonde tot een afkeren van God, de bron van het leven, en daarmee tot de dood. Door het kruisoffer en de opstanding van Jezus Christus zijn mensen bevrijd van zonde (“verlost”). Voor het individu, in het beeld van Paulus, betekent dit zijn dood als zondig mens en deelname aan het "leven" van Jezus, door het ontvangen van zijn Geest. In de taal van dit beeld is versterving dus gericht op de dood van de zondige neigingen in de mens, door Paulus aangeduid met het vlees en het lichaam. Er is niet alleen een initiële verstoring van de relatie van de mens met God (erfzonde). Als gevolg van de erfzonde en als gevolg van persoonlijke zonden, ondanks de doop, blijft er een wanorde en neiging tot zonde (concupiscentie) in de relatie van de mens met zichzelf, met andere mensen en met God. Zelfs na de doop is er daarom behoefte aan een voortdurend proces van transformatie van de gelovige (versterving in bredere zin) en volgens het katholicisme een actieve deelname daaraan (versterving in engere zin).
Aangezien de mens volgens het katholicisme moet meewerken met de heiliging die God in zijn ziel bewerkstelligt, wordt er ook de nadruk gelegd op het meewerken met de versterving. Dit uit zich in handelingen van zelfverloochening die in de katholieke spiritualiteit worden aangeraden, als het vasten, het ijverig werken en het afweren van liefdeloze gedachten. Deze handelingen worden ook wel aangeduid met het woord versterving. Daarom spreekt men in katholieke kringen ook wel over 'verstervingen doen'.

## Bijbels taalgebruik
Van de verschillende passages in het Nieuwe Testament over het onderwerp versterving worden hier slechts vier belangrijke aangehaald:
- "Als u naar het vlees leeft, moet u sterven; maar als u door de Geest de werken van het lichaam doodt (versterft), zult u leven." (Rom 8:13)
- “Tegen allen zei hij: ‘Als iemand mij wil navolgen, moet hij zichzelf verloochenen en dagelijks zijn kruis opnemen en mij volgen.’”  (Lukas 9:23)
- “Allen die bij Christus Jezus horen, hebben het vlees en daarmee hun hartstochten en begeerten gekruisigd.” (Gal 5:24)
- “Ik heb de goede strijd gestreden, ik heb de wedloop volbracht, ik heb het geloof behouden.” (2 Tim 4:7)